# Klosterneuburg
Klosterneuburg je mesto s 26.466 prebivalci (1. januar 2015) v Spodnji Avstriji v okrožju Dunaj okolica (Wien-Umgebung) in je upravni sedež. Kljub temu da je satelitsko mesto Dunaja, upravno ne spada podenj.

## Geografija
Klosterneuburg leži ob reki Donavi, severno od Dunaja, od katerega ga ločita hriba Kahlenberg in Leopoldsberg. Od sestrskega mesta Korneuburg ga od poznega srednjega veka loči Donava. Del občine obsega naravni park hrastovega gozda. Najvišja vzpetina v mestu je Exelberg s 515 metri nadmorske višine. Najnižja točka je Schüttau s 161 metri nadmorske višine. Na vzhodu sega tudi čez reko Donavo, saj občinska meja poteka po levem bregu. Tudi severni del otoka Donauinsel, vključno s črpališčem, je znotraj mestnih meja.

### Sestav skupnosti
Občina vključuje sedem vasi (v oklepaju je število prebivalcev 31. oktober 2011 ):
- Höflein an der Donau (809)
- Kierling (3053)
- Klosterneuburg (14485)
- Kritzendorf (2767)
- Maria Gugging (1056)
- Weidling (3166)
- Weidlingbach (492)

Skupnost sestavljajo katastrske občine Gugging, Höflein der Donau, Kierling, Klosterneuburg, Kritzendorf, Weidling in Weidlingbach.

## Zgodovina

### Prazgodovina
Najstarejši sledovi poselitve v Klosterneuburgu segajo v neolitik.

### Antika
Prvo stalno naselje se je začelo razvijati sredi 1. stoletja z ustanovitvijo rimskega vojaškega tabora za pomožne čete zahodne province Panonije. Številne arheološke izkopanine pričajo o življenju Rimljanov in kolonizaciji kraja do 5. stoletja. O imenu te utrdbe so bile v preteklosti razvite različne teorije, vendar so še vedno nejasnosti.

### Srednji vek
Ko je frankovski cesar Karel Veliki dokončno premagal Avare, je bilo ustanovljeno naselje Omundesdorf v Vzhodni marki, ki je bilo verjetno na območju današnjega Klosterneuburga, dvorec s cerkvijo svetega Martina.  Večje naseljevanje planote se je spet začelo šele v 11. stoletju.
Najstarejši ohranjeni zapis kot Nivvenburc (Neuburg) je iz leta 1108 v knjigi samostana Klosterneuburg.
Velik pomen je imelo mesto okoli leta 1113, ko je mejni grof Leopold III. tukaj ustanovil ugleden kraljevi sedež. Leopold III., ki je bil poročen z Agnes, hčerko cesarja Henrika IV., je zgradil na robu Gornjega mesta novo prebivališče, ki je ustrezalo položaju cesarskega kneza. Leta 1114 je Leopold III. slovesno postavil temelje za novo monumentalno samostansko cerkev. Cerkev je bila prvotno kolegijska za posvetne kanonike, leta 1133 pa je bila preoblikovana v avguštinsko kanonično cerkev. Neuburg je bil takrat že stoletja staro naselje. Donava je bila velika nevarnost za prebivalce tega naselja, hkrati pa tudi izredno pomembna, saj je bil velik del blaga prepeljan po plovni poti. Pogoste poplave so silile stanovalce ob Donavi bolj in bolj v notranjost, tako da sta se na začetku 13. stoletja dve okrožji ločili od Neuburga. Nastali sta dve polovici Klosterneuburg in Korneuburg. Ta naravna delitev je prinesla velike težave, ki jih je opazil tudi Albert I., ki je leta 1288 zgradil nov grad kot prebivališče v Neuburgu. Leta 1298 je Albert I. ločil obe polovici mesta in dal Neuburgu samostansko polovico, ki je bila starejše naseljeno središče, in novo mestno listino.
Mesto je imelo slabo zaščito, zato je težko branilo Spodnje mesto (današnji mestni trg in okrožje Martin), ki je bilo večkrat izpostavljeno sovražnemu obleganju. Večkrat je bilo oropano in uničeno, medtem ko je prebivalstvo našlo varstvo v močno utrjenem Gornjem mestu. Med turškimi obleganji leta 1529 in 1683 je mesto kljub svojim šibkim silam vztrajalo do konca in zato pomembno varovalo bok, ko so se približale zavezniške krščanske vojske za pomoč Dunaju, kar je bila predvsem zasluga dveh kanonikov in močne solidarnosti med samostanom in mestom.

### Sodobni časi
Leta 1763 je Wilhelm Freiherr von Rudolph Ripke ustanovil ladjedelnico Klosterneuburg, ki je bila prva avstrijska ladjedelnica. V 18. stoletju je želel cesar Karel VI. samostan Klosterneuburg obnoviti in zgraditi avstrijski El Escorial, tj. veličastno samostansko prebivališče. Po smrti Karla VI. se je projekt ustavil in bolj počasi nadaljeval v naslednjih desetletjih, dokler ni bila leta 1842 obnova prekinjena. Končani so bili le eno od štirih načrtovanih dvorišč in le dve od devetih kupol. Slednje je mogoče videti od daleč in predstavljajo cesarsko krono ter simbolizirajo naslove vladanja habsburške dinastije.
Leta 1805 in 1809 so mesto zasedli francoski vojaki. 20. decembra 1805 je Napoleon nekaj časa ostal v samostanu Klosterneuburg.
V sredini 19. stoletja je bil Klosterneuburg še vinogradniško mesto s samo 5000 prebivalci. S širjenjem prometnih povezav do Dunaja je veliko dunajskih uradnikov in delavcev izbralo Klosterneuburg za novo prebivališče. Od 1908 do 1919 je vozil električni trolejbus med železniško postajo Klosterneuburg-Weidling in krajem Weidling, kar je bil eden prvih trolejbusov v Avstriji. Leta 1930 je imel Klosterneuburg okoli 15.000 prebivalcev.

### Obdobje nacionalsocializma
Z anšlusom nemškega rajha leta 1938 je ne le Avstrija, tudi Klosterneuburg izgubil svojo neodvisnost. Mesto je bilo 15. oktobra 1938 vključeno v Veliki Dunaj in s kraji Gugging, Kierling, Höflein der Donau, Kritzendorf, Weidling in Weidlingbach oblikoval 26. okrožje Dunaja.

### Druga republika
Julija 1946 se je nacionalni svet odločil za ponovno vključitev Klosterneuburga in preostalih 80 občin v Spodnjo Avstrijo. Zavezniška komisija pa je zavrnila ta zakon, tako da je bila ponovna združitev šele 1. septembra 1954. Celotna površina do 15. oktobra 1938  neodvisnih skupnosti Gugging, Kierling, Höflein, Kritzendorf, Weidling in Weidlingbach je bila vključena v mestno občino Klosterneuburg. Tako je Klosterneuburg postal tretje največje mesto v Spodnji Avstriji.

## Prebivalstvo
Po St. Pöltnu in Wiener Neustadtu  je Klosterneuburg tretje največje mesto v Spodnji Avstriji. Med mesti v Avstriji je Klosterneuburg na 15. mestu. Po podatkih iz leta 2011 je imel 25.870 prebivalcev.
58,6 % prebivalcev so 15- do 60-letniki, ki so največja skupina v Klosterneuburgu. 25,7 % je starejših od 60 let in 15,7 % mlajših od 15 let. Tako se Klosterneuburg le malo razlikuje od državnega povprečja. Delež žensk je 58,2 % in je za 6,8 % višji od avstrijskega povprečja.
Leta 2001 je bilo tujih državljanov 8,4 %. Od tega je bilo 2,6 % prebivalcev iz EU (15), preostali pa so bili iz drugih tujih držav:
- Nemčije 1,4 %
- Turčije 0,5 %
- Bosne in Hercegovine 0,4 %
- Hrvaške 0,2 %
- EU (15) 1,2 %
- drugi tujci 3,0 %

S 66,4 % je najbolj zastopana rimskokatoliška verska skupnost. V mestu je osem rimskokatoliških župnij, ki sestavljajo dekanijo Klosterneuburg. Ljudi brez verske izpovedi je 17,2 %. 7,6 % prebivalcev je evangeličanske vere. Poleg teh je 1,9 % pravoslavne in islamske vere. Najmanjša verska skupina so Judje z 0,2 %. 4,9 % so privrženci drugih ver ali neznano.

## Izobraževanje

### Osnovna šola
- 6 osnovnih šol
- 2 srednji šoli – 1 nova
- 3 zasebne šole
- 1 politehnična šola
- 1 splošna posebna šola/Specialni izobraževalni center

### Višje šole
- zvezna gimnazija in realna gimnazija Klosterneuburg
- višji zvezni kolegij in Zvezni urad za vinogradništvo in vrtnarstvo
- posebni izobraževalni center
- ljudska visoka šola
- glasbena šola

### Univerzitetne ustanove
• Inštitut za znanost in tehnologijo Avstrije (IST Avstrija)
• Inštitut Konrada Lorenza za razvoj in biološke raziskave (KLI)

### Vojska
Inženirska šola v Magdeburški vojašnici; odgovorna za raziskave ter izobraževanje in usposabljanje inženirstva celotne zvezne vojske

## Gospodarstvo
- 670 trgovskih, poslovnih in industrijskih podjetij, od katerih je 
  - 600 malih podjetij (1–3 zaposleni)
  - 60 srednje velikih podjetij (največ 10 zaposlenih)
  - 10 podjetij z več kot 50 zaposlenimi
- 149 kmetij
- 39 vinskih gostiln

Zaposlitveni status: samozaposlenih 620, 12.600 zaposlenih.

## Promet
V Klosterneuburg se lahko pripeljemo z avtomobilom z Dunaja po glavni cesti B14. Med Klosterneuburgom in zveznim glavnim mestom vozijo tudi redni vlaki ÖBB in avtobusi.
S hitrim vlakom (Rapid Transit S 40) se lahko vsakih 30 minut peljemo v smeri Tulln ob Donavi ali v St. Pölten do postaje Franz Josef na Dunaju s postaje  Klosterneuburg-Kierling. Tudi s kolesom se lahko hitro pripeljemo v Klosterneuburg po Donavski kolesarski poti ob severnem in južnem obrežju. Poleg tega je trajekt v Korneuburgu, do koder se pride po avtocesti. 

## Kultura in znamenitosti
- Samostan Klosterneuburg, zlasti oltar iz leta 1181, ki ga je naredil Nikolaj iz Verduna;
- Esslov muzej: Muzej sodobne umetnosti, najpomembnejša avstrijska zasebna zbirka (avstrijske in mednarodne umetnine po letu 1945 in klasični modernizem), odprt leta 1999, arhitekt Heinz Tesar;
- Muzej umetnikov iz Gugginga: Art/Brut Center
- Moravsko-šlezijski muzej, Rostock-Villa, 1973;
- Senfburg: prvi svet Avstrije, zgrajen leta 1834;
- cerkev svetega Martina, zgodovinska gotska struktura z arheološkim spomenikom;
- evangeličanska cerkev, zgrajena leta 1995 (arhitekt Heinz Tesar), sodobna arhitekturno pomembna verska stavba;
- Babenbergerhalle: Banketna dvorana;
- kužni steber (Tutzsäule);
- Wienerwald-Heldendenkmal, vojni spomenik v bližini Wienerja Hameaua v občini Weidlingbach;
- Štaufovski kamen je jugozahodno od samostana na Hohenstaufenplatz v Albrechtsbergergasse, 17. aprila 2009 ga je darovala Kreissparkasse iz pobratenega Göppingena. [6]

## Partnerska mesta
- Göppingen, Baden-Württemberg, Nemčija, od leta 1971;
- leta 1964 prevzem pokroviteljstva nad Sudetskimi Nemci v Avstriji.

## Znane osebnosti
- Johann Georg Albrechtsberger (1736–1809), glasbeni teoretik in skladatelj,
- Avgust Wilhelm von Babo (1827–1894), enolog in prvi direktor vinske šole,
- Avgust Bodenstein (1897–1976), kipar in restavrator,
- Walter Breisky (1871–1944), kancler 1. republike, umrl v Klosterneuburgu,
- Erwin Domanig (1898–1985), zdravnik in univerzitetni profesor, guverner viteškega reda Svetega groba v Jeruzalemu v Avstriji (1951–1961),
- Otto iz Freisinga (okoli 1112–1158), srednjeveški zgodovinar,
- Max Frey (1902–1955), pokrajinski slikar, slikar portretov in ilustrator oblikovalskih tapiserij,
- Herwig Friesinger (* 1942), arheolog,
- Vinzenz Goller (1873–1953), skladatelj in župan v Klosterneuburgu (1936–1938),
- Georg Kulka (1897–1929), avstrijski pisatelj, rojen v Weidlingu,
- Hans Ledwinka (1878–1967), oblikovalec avtomobilov, rojen v Klosterneuburgu,
- Floridus Leeb (1731–1799), rektor Univerze na Dunaju in provost kanonov v Klosterneuburgu,
- Nikolaus Lenau (1802–1850), avstrijski pesnik, pokopan na pokopališču Weidling,
- Helmut Neumann (rojen 1938), skladatelj, profesor kompozicije, violončela, direktor konservatorija.

## Galerija
- Pogled na Klosterneuburg
- Zgodovinski zemljevid (iz leta 1888)
- Samostan Klosterneuburg
- Evangeličanska cerkev (1995)